# فرانك دبنهام
فرانك دبنهام Frank Debenham وُلد في Bowral-بورال، نيو ساوث ويلز، أستراليا, توفي في كامبريدج(26 December 1883 – 23 November 1965), تخرج من جامعة سيدني على درجة البكالوريوس في اللغة الإنجليزية والفلسفة, ثم عاد إلى الجامعة في عام 1908 ودرس الجيولوجيا,كان أستاذ فخري للجغرافيا في جامعة كامبريدج وأول مدير لمعهد البحوث القطبية. عرّف الجغرافيا بأنها فلسفة المكان.